# Ragebol (gereedschap)

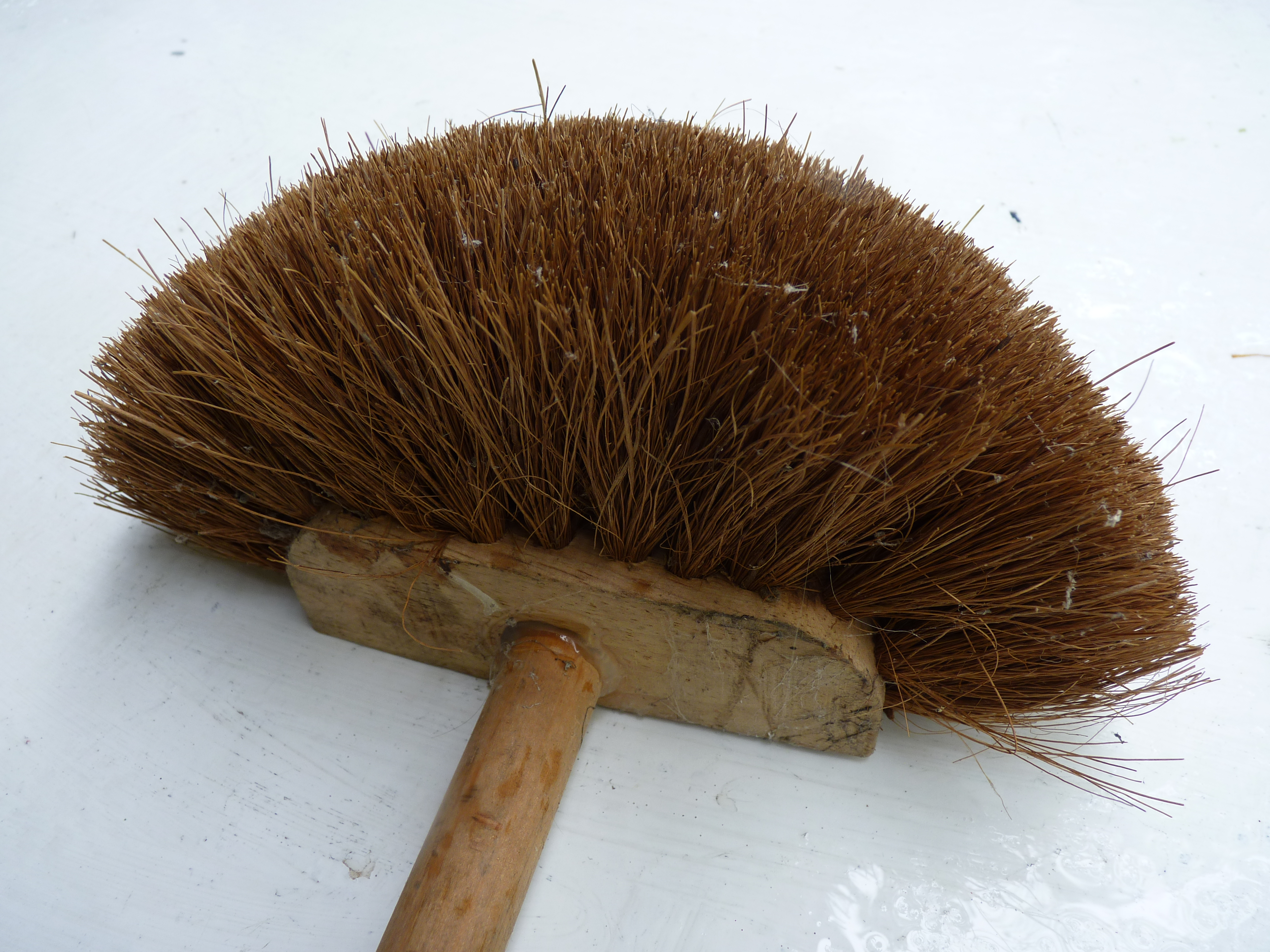
Ragebol met haren in een kwart bolvorm op een houten blokje.

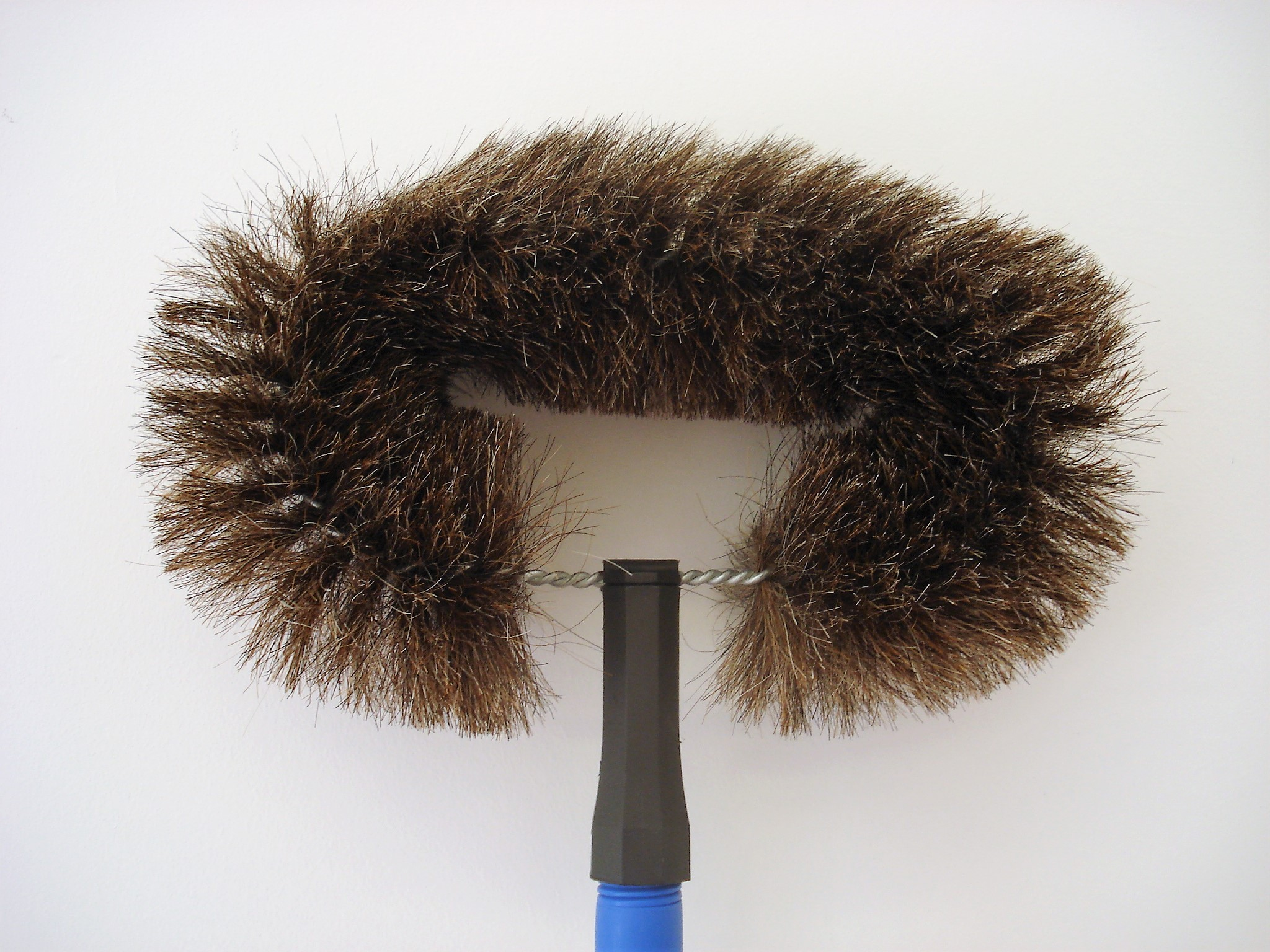
Moderne ragebol als halve maan.

Een ragebol – ook wel raagbol – is een huishoudelijk gereedschap bedoeld om spinrag of spinnenwebben te verwijderen. Het attribuut lijkt enigszins op een bezem, maar de haren staan in een kwart bolvorm op een houten blokje. Met deze vorm kan men beter in de hoeken van vertrekken komen. Ook de steel is langer dan de meeste bezems, zodat hogere plafonds eveneens bereikbaar zijn.
Ragebollen kunnen gemaakt zijn van hout met kokosvezel voor de hardere-, of dierenhaar voor de zachte exemplaren. Moderne ragebollen kunnen ook wel van kunstvezel en/of ringvormige borstels op een steel zijn. Bij de moderne varianten is er vaak een telescopische steel aanwezig. Deze is compacter bij het opbergen en kan vaak verder reiken dan de traditionele houten steel.
In bepaalde streken wordt de ragebol ook wel genoemd: kopstubber, halvemaan, (spinne)koppejager/koppevager of spinnejager/spinnevager.

## Trivia
Een wilde, verwarde en wijd uitstaande bos hoofdhaar wordt ook wel een ragebol genoemd.